# Собильський Віктор Андрійович
Ві́ктор Андрі́йович Соби́льський — капітан Збройних сил України, учасник російсько-української війни.

## З життєпису
Станом на грудень 2015-го — курсант Одеської військової академії. Випускник 2018 року.

## Нагороди
- 2 серпня 2014 року — за особисту мужність і героїзм, виявлені у захисті державного суверенітету та територіальної цілісності України, вірність військовій присязі під час російсько-української війни, солдат Віктор Собильський відзначений — нагороджений орденом «За мужність» III ступеня.
- орден «За мужність» II ступеня (2022) — капітана Віктора Собильського за особисту мужність і самовіддані дії, виявлені у захисті державного суверенітету та територіальної цілісності України, вірність військовій присязі.